# Robert Gordon (ator)

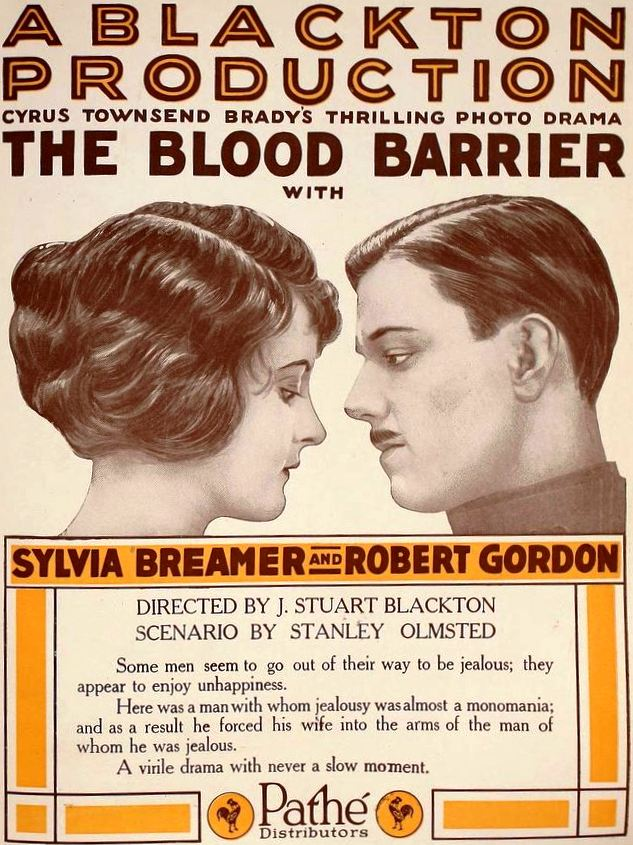
Anúncio com Sylvia Breamer e Robert Gordon, em The Blood Barrier (1920)

Robert Gordon (3 de março de 1895–26 de outubro de 1971), nasceu Robert Gordon Duncan, foi um ator norte-americano da era do cinema mudo. Ele é creditado com aparições em 35 filmes entre 1917 e 1949.[carece de fontes?]

## Filmografia selecionada
- Tom Sawyer (1917)
- Huck and Tom (1918)
- The Kaiser, the Beast of Berlin (1918)
- Captain Kidd, Jr. (1919)
- A Yankee Princess (1919)
- Main Street (1923)

## ligações externas
- Robert Gordon. no IMDb.